# Алексеев, Михаил Николаевич
Михаи́л Никола́евич Алексе́ев (6 мая 1918, село Монастырское, Саратовская губерния — 19 мая 2007, Москва) — русский советский писатель, прозаик и журналист, военный корреспондент. Герой Социалистического Труда (1978). Лауреат Государственной премии СССР (1976) и Государственной премии РСФСР имени А. М. Горького (1966). Кавалер двух орденов Ленина (1971, 1978). Член ВКП(б) с 1942 года.

## Биография
После школы-семилетки окончил педагогический техникум, в 1938—1955 годах служил в Красной и Советской Армии солдатом, затем офицером, был военным корреспондентом, а в 1950—1955 годах — редактором военного издательства. Полковник запаса. Член СП СССР с 1951 года.
В 1957 году окончил Высшие литературные курсы СП СССР.
С 1965 года входил в секретариат правления СП РСФСР, с 1967 года — в правление СП СССР, а с 1990 года — СП РСФСР.
В 1968 году стал главным редактором журнала «Москва». В июле 1969 года подписал «письмо одиннадцати» в журнале «Огонёк» под заголовком «Против чего выступает „Новый мир“?»
Писал книги о Великой Отечественной войне. Высокую оценку его творчеству дал Николай Асеев.
В романе «Ивушка неплакучая» (1970—1974) изображена жизнь во время войны.
По роману «Вишнёвый омут» был создан одноимённый кинофильм, по повести «Хлеб — имя существительное» — одноимённый фильм и фильм «Журавушка», по повести «Дивизионка» — фильм «Ради нескольких строчек».
Умер 19 мая 2007 года. Похоронен на Переделкинском кладбище (15 участок).

## Признание и награды
- Государственная премия РСФСР имени М. Горького (1966) — за роман «Вишневый омут»
- Государственная премия СССР (1976) — за роман «Ивушка неплакучая»
- Герой Социалистического Труда (5.5.1978)
- два ордена Ленина (2.7.1971; 5.5.1978)
- орден Октябрьской Революции
- два ордена Отечественной войны II степени (6.6.1945; 11.3.1985)
- два ордена Трудового Красного Знамени (28.10.1967; 5.5.1988)
- два ордена Красной Звезды (20.9.1944; 30.4.1954)
- орден Дружбы народов (16.11.1984)
- две медали «За боевые заслуги» (23.8.1943; 20.6.1949)
- Международная премия имени М. Шолохова — за роман «Мой Сталинград» (1995)
- В знак признания выдающегося вклада в русскую культуру писателя-волжанина в 1998 году Правительством Саратовской области, Союзом писателей России и Саратовским отделением Союза писателей России была учреждена литературная премия имени Алексеева, присуждаемая ежегодно за создание выдающихся художественных произведений.

## Экранизации

### Художественные фильмы
- «Журавушка» (1968, СССР, по роману «Хлеб — имя существительное»)
- «Русское поле» (1971, СССР, по роману «Ивушка неплакучая»)
- «Вишнёвый омут» (1985, СССР, по одноимённому роману)
- «Ради нескольких строчек» (1985, СССР, по повести «Дивизионка»)
- «Хлеб — имя существительное» (1988, СССР, вторая экранизация одноимённого романа)